# يوسوكي ناكاتا
يوسوكي ناكاتا (باليابانية: 中田 洋介) (15 سبتمبر 1981 في إيواته في اليابان – )؛ هو لاعب كرة قدم ياباني سابق كان يلعب كمدافع.

## وصلات خارجية
- يوسوكي ناكاتا على موقع رابطة كرة القدم اليابانية للمحترفين (اليابانية)
- يوسوكي ناكاتا على موقع Soccerway.com (الإنجليزية)